# ザ・タイム
ザ・タイム（The Time、Morris Day and The TimeまたはThe Original 7venとしても知られる）は、1981年にプリンスによってミネアポリスで結成されたアメリカ合衆国のファンク・バンド。彼らの作品は、ソウルミュージックとダンス・ミュージックにファンクやロックンロールなどを組み合わせたミネアポリス・サウンドの形成の一部となっている。モーリス・デイが率いるバンドのメンバーは、プリンスの親しい仲間であったことで知られており、彼がプロデュースした中で最も成功したグループ。

## 略歴

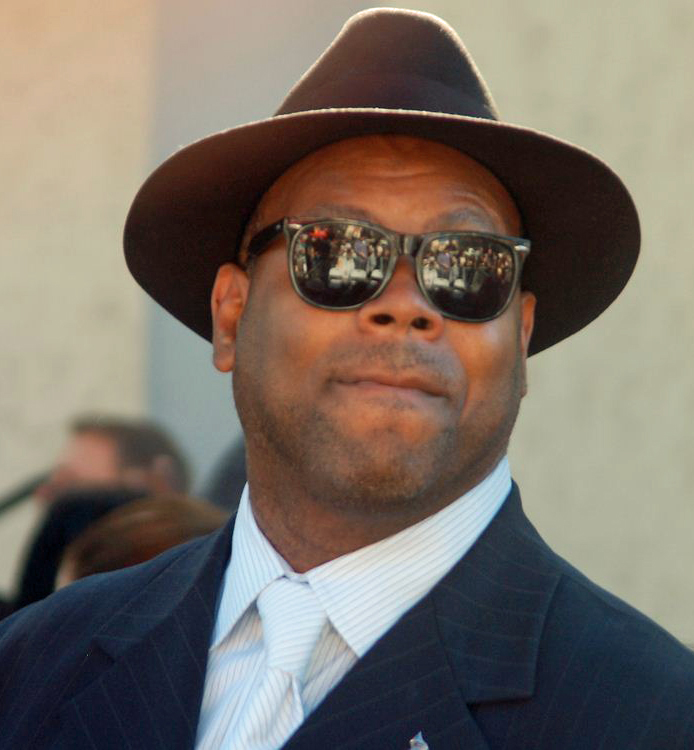
ジミー・ジャム（2012年）

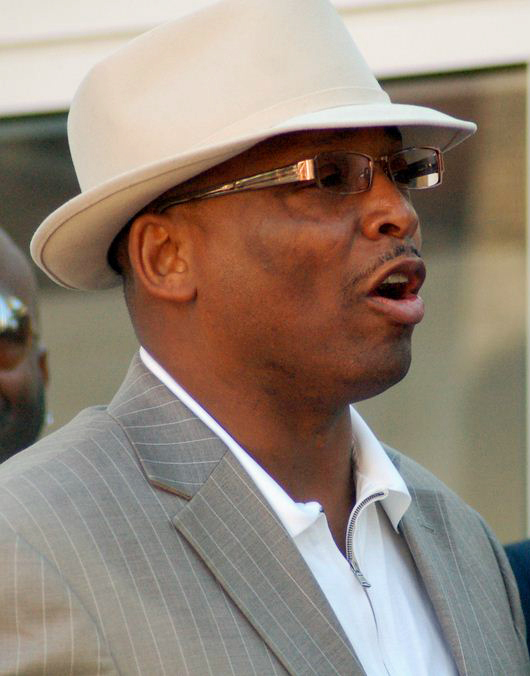
テリー・ルイス（2012年）

ミネソタ州の位置

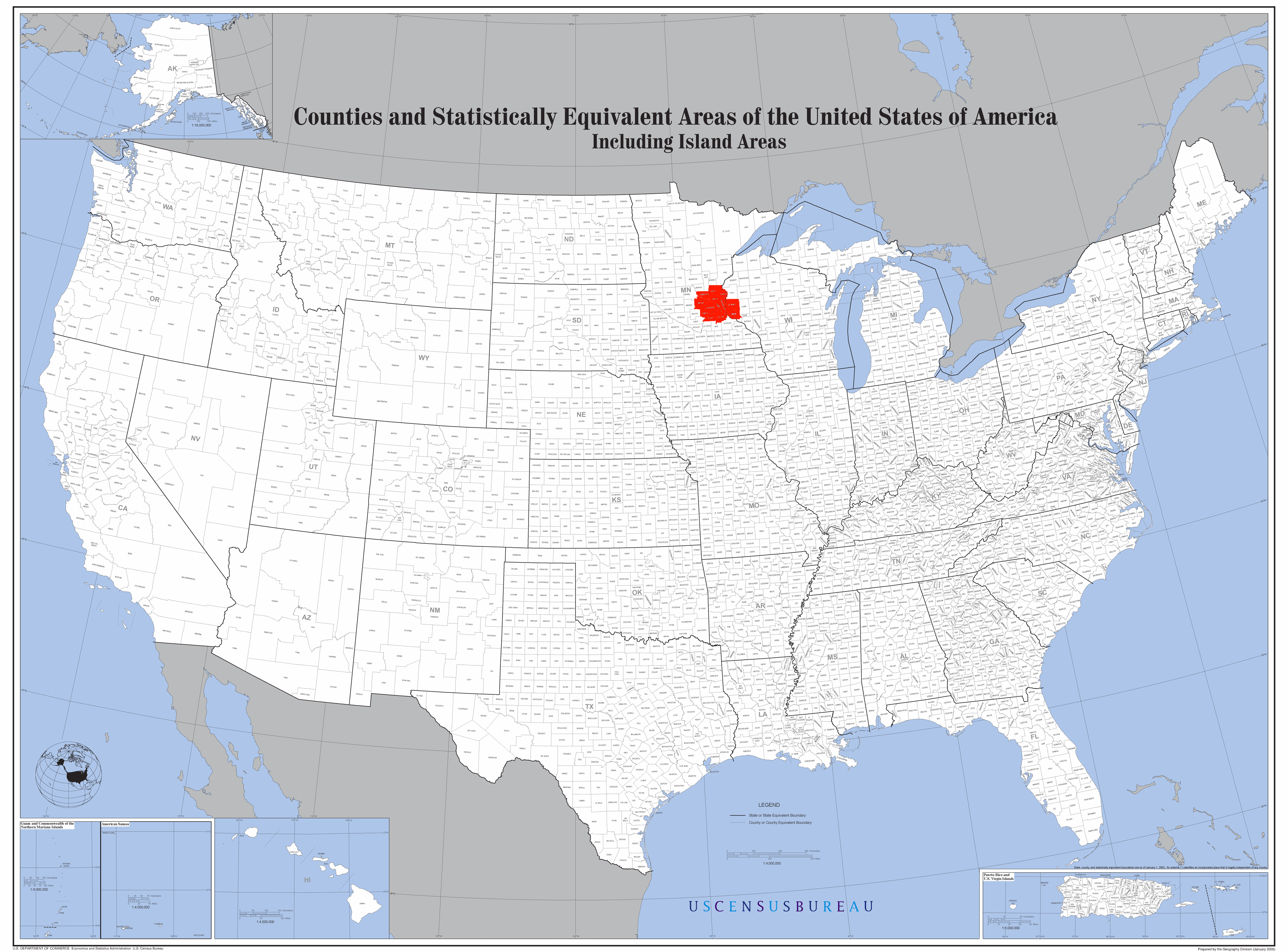
「ツイン・シティー」ミネアポリス

### プリンスとフォーメーション
プリンスがメンバーをリクルートした。1980年の映画『The Idolmaker』に影響されたプリンスは初期のアルバムのアウトテイクを録音させるバンドとして彼らを雇った。1981年には、ミネアポリスのバンド「フライト・タイム」（バンド名はドナルド・バードの曲名にちなんでいる）を発展させ、ザ・タイムとした。メンバーは
- プリンスの幼馴染でリードシンガーのモーリス・デイ
- ジェローム・ベントン（モーリスの引き立て役。地元バンド「エンタープライズ」のメンバーだった）
- ジミー・ジャム（キーボード）
- テリー・ルイス（ベース）
- ジェリービーン・ジョンソン（ドラム）
- モンテ・ムーア（キーボード）
- ジェシー・ジョンソン（ギター）

の7名。
プリンスはエンタープライズの曲「パーティアップ」を自身のアルバム『ダーティ・マインド』で演奏していた。リードボーカルには当初、ミネアポリスのファンク・シーンですでに人気だったアレクサンダー・オニールを予定していたが、オニールが金を要求したため幼馴染のデイになった。

### 成功
ほとんどの演奏をプリンスが担当し、モーリスが歌ったアルバム4枚を発表している。音楽性はパーラメント、ジェームス・ブラウン、スライ&ザ・ファミリー・ストーンに影響されたものだった。
R&Bチャートでヒットしたシングルは「ザ・バード」「ジャングル・ラヴ」「777-9311（セブンセブンセブン・ナンティースリーイレブン）」「ゲット・イット・アップ」「ジゴロは寂しがり」「ザ・ウォーク」「クール」など。 
プリンスは変名「ジェイミー・スター」を使った。
ザ・タイムのメンバーはアルバムで演奏させてもらえずギャラも悪かったため、プリンスの「コントラヴァシー・ツアー」に同行しているときにフラストレーションがピークに達した。ツアーの千秋楽はシンシナティだったが、彼らとプリンスたち（プリンスのバンド「ザ・レヴォリューション」）はステージとホテルで大喧嘩になった。
1982–1983年の「1999ツアー」において、ザ・タイムは1時間のステージの前にヴァニティ6（プリンスが手掛けたガール・グループ）のバック演奏をカーテンの後ろで行っていた。テリー・ルイスは「30分で250ドルもらえたからうれしかったよ。どうせサウンド・チェックはしなきゃならなかったんだから」と振り返る。

### ジャム&ルイス解雇事件
ジャム&ルイスは、ソーラー・レコードでクライマックス (Klymaxx)、タブー・レコードでS.O.S.バンドなどの作曲やプロデュースを始めており、ある日、アトランタで猛吹雪（ブリザード）のために飛行機に乗れず、サン・アントニオでのザ・タイムの公演に、間に合うことができなかった。公演ではジェロームがベースを弾いているふりをし、プリンスがテリー・ルイスの（ベース）パートをステージ脇で演奏し、リサ・コールマンがジミー・ジャムの代役をつとめた。
結果、2人（ジャム&ルイス）は解雇された。プリンスは1990年の『ローリング・ストーン』誌でのインタビューで「僕が解雇したんじゃないよ。モーリスが『君が俺ならどうする?』って聞いてきたんだ。ザ・タイムは彼のバンドだからね」としている。この解雇事件が偶然によるものか、それともジャム&ルイスの独立心の現れかは判然としない。 
モンテ・ムーアも同時に辞め、ジャム&ルイスと働いた（ジャネット・ジャクソンの出世作『コントロール』など）。
この3人に替わったのはマーク・カーデナスとポール・ピーターソン（キーボード）とロッキー・ハリス（ベース）だった。この新ラインナップ（ジェリー・ハバードがロッキー・ハリスに取って代わっているが）は、プリンスの大ヒット映画『プリンス/パープル・レイン』に出演した。この出演と「ジャングル・ラヴ」「ザ・バード」のヒットでザ・タイムは人気を得て、1984年には有名になった。

### 最初の分裂
次に辞めたのはモーリス・デイで、プリンスと喧嘩して脱退することとなった。1985年にソロ活動を始める。
その直後にジェシー・ジョンソンがカーデナスとハバードを引き連れてソロになった。
バンドは解散状態で、残ったベントン、ジェリービーン、ピーターソンは短命に終わったザ・ファミリーを結成した（後にシンニード・オコナーや作曲者プリンス自身がカバーした名曲『Nothing Compares 2 U（邦題：愛の哀しみ）』のヒットがある）。
この間、ジャム&ルイスはアメリカで最も成功した部類のプロデューサー・チームとなっていた。

### 最初の再結成
1990年にオリジナル・メンバーの7人が、プリンスの興行的に失敗した映画『グラフィティ・ブリッジ』（及びサントラ）のために集結し、新作アルバム『パンデモニアム』を発表。この再結成プロジェクトは最初「Corporate World」と呼ばれ、プリンスはモーリスとジェロームだけを使うつもりだったが、所属会社のワーナー・ブラザースが「オリジナルのラインナップを使わないのなら映画に金は出さない」とし、全員が集まった。アルバムからは彼ら最大のヒット「ジャーク・アウト」が生まれ、めずらしくメンバーが楽器を演奏した作品となった。
テリー・ルイスが語る：「だれもザ・タイム復活を"必要"とはしてなかった。でもみんながそれをやりたがったんだ。いい体験だったよ。僕らは真剣に音楽をやった。でも僕らが揃うと自然にパーティーになって、お楽しみの始まりなんだ。僕らはそれをレコードやステージに反映する」。
再結成は短期間だった。またしても内輪もめになってしまったのだ。その後、解散。
1995年にメンバーの一部がトーレル・"トーリ"・ラフィン（ギター）、チャンス・ハワード（キーボード）、ロバート・グリセット・ジュニア（三番手のキーボード）、リッキー・"フリーズ"・スミス（ベース）を雇って再結成した。このバンドはケヴィン・スミス監督映画『ジェイ&サイレント・ボブ 帝国への逆襲』に出演し、今日まで頻繁にツアーを行っている。通常、看板（やポスター）には「Morris Day and The Time」と表示される。1990年代末にこのラインナップで新作『Old Dogs, New Tricks』が出るというウワサがあったが、プリンスが参加した時点で頓挫した。2004年のモーリス・デイのアルバム『It's About Time』にはジェリービーン、ジェローム、モンテとモーリスによるザ・タイムのライブ音源が数多く収録された。

### 2回目の再結成とThe Original 7ven
第50回グラミー賞（2008年2月10日）でザ・タイムは「ジャングル・ラヴ」などのメドレーを、リアーナなどをフィーチャーしながら演奏した。
2008年6、7月には全員がそろってラスベガスのフラミンゴ・ホテルやカジノでの一連のショーに出演した。
2009年1月にジェシー・ジョンソンが「ザ・タイムの新作の録音をやってるよ」と発言。
2010年6月11日、デトロイトのフォックス劇場に全員で出演。
2日後の6月13日、ジミー・ジャムが「The Stingy Tour」と名付けた「ツアー」で「巨大な七人」は故郷ミネアポリスで再結成コンサートを挙行、ステージ上で「ニュー・アルバムは90パーセント完成した」と発表。一週間前に『ビルボード』誌が報じた「ザ・タイムが再結成! 新作も!」という記事が事実であることが判明した。
2011年9月、バンドはThe Original 7ven（ジ・オリジナル・セブン）に改名し、新作『Condensate』が10月18日に、シングル「#Trendin」が9月20日に出ることを発表。
改名についてジャムは「交渉がいやだったからね。もう新しい時代だ。僕らは前進する」と発言している。
2011年10月27日、The Original 7venは『トゥナイト・ショー・ウィズ・ジェイ・レノ』に出演。
2011年11月27日、The Original 7venはアトランタで「ソウル・トレイン・ミュージック・アワード」のオープニング・アクトをつとめた。

## メンバー

### 現在のメンバー
- モーリス・デイ - リードボーカル、バッキングボーカル
- モンテ・ムーア - キーボード、バックボーカル
- ジミー・ジャム - キーボード、バックボーカル
- テリー・ルイス - ベース、バッキングボーカル
- ジェローム・ベントン - バックボーカル、パーカッション
- ジェリービーン・ジョンソン - ドラム、ギター、バッキングボーカル
- リッキー・"フリーズ"・スミス - ベース、バッキングボーカル
- トーレル・"トーリ"・ラフィン - ギター、バッキングボーカル

### 旧メンバー
- ジェシー・ジョンソン - ギター、バッキングボーカル
- マーク・カーデナス - キーボード、バックボーカル
- ポール・ピーターソン - キーボード、バックボーカル
- ジェリー・ハバード - ベース、バッキングボーカル
- スタンリー・"チャンス"・ハワード - バックボーカル、キーボード
- ロバート・グリセット・ジュニア - 裏打ちボーカル、キーボード

## ディスコグラフィ
アルバムは5枚、シングルは12枚。

### スタジオ・アルバム
| 年   | タイトル                                                           | チャート（位） | チャート（位） |
| 年   | タイトル                                                           | US             | US R&B         |
| ---- | ------------------------------------------------------------------ | -------------- | -------------- |
| 1981 | The Time - 1981年 - ワーナー                                       | 50             | 7              |
| 1982 | What Time Is It? - 1982年 - ワーナー                               | 26             | 2              |
| 1984 | Ice Cream Castle - 1984年 - ワーナー                               | 24             | 3              |
| 1990 | Pandemonium - 1990年 - ペイズリー・パーク(through Warner Bros.)    | 18             | 9              |
| 2011 | Condensate (The Original 7ven名義) - 2011年 - Saguaro Roadレコード | 58             | 10             |

### シングル
| 年   | タイトル                 | チャート（位） | チャート（位） | チャート（位） | 収録アルバム     |
| 年   | タイトル                 | US Hot 100     | US R&B         | US Dance       | 収録アルバム     |
| ---- | ------------------------ | -------------- | -------------- | -------------- | ---------------- |
| 1981 | "Get It Up"              | –              | 6              | 16             | The Time         |
| 1982 | "Cool"                   | 90             | 7              | 16             | The Time         |
| 1982 | "Girl"                   | –              | 49             | –              | The Time         |
| 1982 | "777-9311"               | 88             | 2              | 42             | What Time Is It? |
| 1982 | "The Walk"               | –              | 24             | 42             | What Time Is It? |
| 1983 | "Gigolos Get Lonely Too" | –              | 77             | –              | What Time Is It? |
| 1984 | "Jungle Love"            | 20             | 6              | 9              | Ice Cream Castle |
| 1984 | "Ice Cream Castles"      | 106            | 11             | –              | Ice Cream Castle |
| 1985 | "The Bird"               | 36             | 33             | 6              | Ice Cream Castle |
| 1990 | "Jerk Out"               | 9              | 1              | 6              | Pandemonium      |
| 1990 | "Chocolate"              | –              | 44             | –              | Pandemonium      |
| 2011 | "#Trendin"               | –              | 77             | –              | Condensate       |